# Thằng gù ở nhà thờ Đức Bà (phim 1996)
Thằng gù ở nhà thờ Đức Bà (tiếng Anh: The Hunchback of Notre Dame) là một phim hoạt hình thứ 34 của hãng hoạt hình Walt Disney vào năm 1996, được công chiếu vào ngày 21 tháng 6 năm 1996, lấy ý tưởng từ tiểu thuyết Nhà thờ Đức Bà Paris của Victor Hugo. Đạo diễn của bộ phim này là Kirk Wise và Gary Trousdale, từng đạo diễn cho bộ phim Người đẹp và quái thú. Phần tiếp theo của bộ phim, Thằng gù ở nhà thờ Đức Bà 2, đã được sản xuất để phát hành thẳng dưới dạng đĩa hình năm 2002.

## Nội dung
Câu chuyện mở ra vào năm 1482 ở Paris cùng Clopin, một người Digan làm nghề diễn rối, kể cho nhóm trẻ con nghe về thằng gù trong nhà thờ Đức Bà: Một đêm tối nọ, bốn người dân Digan tìm cách vào trong Paris nhưng bị thẩm phán Claude Frollo chặn lại. Một người phụ nữ Digan trong nhóm đang mang một cái bọc đã chạy trốn khỏi Frollo, người nghĩ rằng bà đang mang theo đồ đạc ăn cắp. Đuổi theo người phụ nữ tới tận nhà thờ Đức Bà, Frollo giật cái bọc khỏi tay bà và đạp bà, khiến cho người phụ nữ đập đầu xuống bậc thang đá của nhà thờ. Frollo phát hiện ra rằng trong bọc là một đứa bé dị dạng và cũng định dìm chết luôn đứa bé, nhưng bị ông phó giám mục ngăn lại và nói rằng Frollo phải nuôi đứa bé để bù lại việc mình đã giết chết một người phụ nữ vô tội. Hắn đồng ý với điều kiện phải để đứa bé sống trong nhà thờ. Frollo đặt tên cho đứa bé là Quasimodo, nghĩa là "Quái dị".
20 năm sau, Quasimodo trở thành người rung chuông trong nhà thờ Đức Bà. Frollo cấm anh không được ra khỏi nhà thờ vì sẽ bị người dân ngược đãi bởi vẻ bề ngoài xấu xí. Frollo cũng phải nói dối rằng mẹ của Quasimodo đã bỏ rơi anh và hắn đã đưa anh về nuôi. Tuy vậy, sau khi Frollo đi khỏi, Quasimodo đã ước có được một ngày ở thế giới bên ngoài. Những người bạn tượng máng xối của anh (Victor, Hugo và Laverne) đã thuyết phục anh đi tham dự Lễ hội Hề - lễ hội anh luôn muốn tham dự - vì ai cũng sẽ cải trang cả.
Frollo và viên đại úy mới, Phoebus tới dự lễ hội trong khi Quasimodo cố gắng để mình khỏi bị lộ. Khi bầu vua hề (Kẻ xấu nhất Paris sẽ trở thành vua hề), Esmeralda, người vừa biểu diễn trước đám đông, đã kéo Quasimodo lên sân khấu vì nghĩ khuôn mặt anh chỉ là mặt nạ. Khi phát hiện ra đó là mặt thật của anh, đám đông trở nên kinh ngạc và sợ hãi, nhưng Clopin đã trấn an họ và Quasimodo trở thành vua hề. Lần đầu tiên anh được hoan nghênh, nhưng đám lính gác của Frollo đã khiến đám đông trở mặt, trói anh xuống bàn quay bằng gỗ và ném vào anh đủ mọi thứ. Phoebus không đồng tình với sự nhẫn tâm như vậy, yêu cầu Frollo hạ lệnh dừng lại, nhưng hắn không nghe vì muốn để Quasimodo học một bài học cho sự không tuân lệnh. Nhưng dù sao, sau khi nhận ra những gì mình đã làm, Esmeralda đã cứu Quasimodo khỏi đám đông và buộc tội Frollo vì đã không cứu anh sớm hơn. Frollo ra lệnh bắt cô nhưng Esmeralda đã dùng mấy trò ảo thuật của mình để trốn thoát và Frollo buộc tội cô sử dụng yêu thuật. Sau khi Quasimodo trở về nhà thờ với sự bẽ bàng, Esmeralda cùng con dê của cô, Djali đã đi theo anh.
Nhận ra màn cải trang của Esmeralda khi lần đầu gặp cô trên đường, Phoebus đã đi theo cô. Cô đã nhận ra và tấn công lại anh, thậm chí còn dùng cả cây giá nến để đánh nhau với anh trước khi nhận ra rằng Phoebus tôn trọng sự linh thiêng của nhà thờ và không hề muốn bắt cô. Frollo xông vào lúc hai người đang nói chuyện và định bắt cô nhưng Phoebus đã cứu cô bằng cách nói rằng cô đã yêu cầu được bảo vệ trong nhà thờ và không thể làm gì cô. Ông phó giám mục yêu cầu Frollo và Phoebus rời khỏi nhà thờ. Frollo đe dọa Esmeralda rằng nếu cô rời khỏi nhà thờ là sẽ bị bắt rồi đi khỏi. Dù nghĩ rằng mình không xứng làm một tín đồ, Esmeralda đã cầu nguyện cho Chúa giúp cô và những người lang thang khác. Quasimodo nghe thấy giọng cô, đi xuống nhà thờ và bị cô phát hiện, đuổi theo lên gác chuông, rồi càng lúc anh càng thích cô và giúp cô thoát khỏi nhà thờ. Cảm kích vì tấm lòng của anh, cô đã đưa cho anh một sợi dây vải bện, dặn dò anh vài lời rồi đi khỏi. Với hình ảnh cô trong tâm trí, Quasimodo quay lại chiếc bàn gỗ nơi anh để mô hình thành phố và người dân Paris, chạm khắc mô hình Esmeralda. Trong khi đó, Frollo được tin báo Esmeralda đã trốn thoát, và hắn đã lộ rõ dã tâm của mình.
Ngày tiếp theo, Frollo đã điên cuồng tìm kiếm cô gái Digan, phá hoại và đốt cháy nhà cửa. Phoebus không đồng tình với những việc làm của hắn và khi được ra lệnh đốt một căn nhà, anh đã từ chối. Khi Frollo tự tay đốt nó, anh đã xông vào cứu cả gia đình bên trong. Frollo buộc tội phản bội cho anh, ra lệnh giết anh nhưng Esmeralda đứng gần đó đã gián tiếp giúp Phoebus chạy thoát nhưng bị trúng tên của những kẻ phía sau và rơi xuống sông. Esmeralda đã lặn xuống cứu anh. Ngay sau khi Quasimodo được những người bạn máng xối của mình thuyết phục rằng Esmeralda thích anh, Esmeralda đưa Phoebus tới, chữa thương cho anh. Quasimodo đứng ngay đó, và anh đã đau khổ khi Phoebus và Esmeralda công khai bày tỏ tình cảm với nhau.
Frollo nghi rằng Quasimodo giúp Esmeralda chạy trốn nên đã đến gác chuông, Esmeralda đi khỏi còn Phoebus được giấu xuống gầm bàn. Frollo dọa Quasimodo và anh nói ra sự thật. Hắn tiếp tục nói sẽ tấn công Khu phố Kỳ diệu.Sau khi Frollo đi khỏi, Phoebus và Quasimodo đã hợp tác tìm ra Khu phố Kỳ diệu, nơi dân Digan ở nhưng bị Clopin cùng người của ông ta phục kích. Dân Digan đòi treo cổ họ vì nhầm tưởng họ là gián điệp. Esmeralda đến cứu họ kịp thời, Phoebus cảnh báo về vụ tấn công nhưng đã quá muộn vì Frollo đã theo họ đến tận Khu phố Kỳ diệu. Ngày hôm sau, Frollo quyết định thiêu cháy Esmeralda. Hắn hỏi cô chọn hắn hay ngọn lửa, và thay vào câu trả lời, cô nhổ vào mặt hắn. Điều này khiến Frollo tức giận và châm lửa. Quasimodo trông thấy vậy, giật đứt xích đang trói nghiến anh vào cây cột nhà thờ và cứu Esmeralda, đưa cô trở lại nhà thờ. Frollo ra lệnh cho lính tấn công. Phoebus thoát ra được khỏi cũi, kêu gọi người dân Paris chống lại Frollo.
Quasimodo, khi lay gọi Esmeralda mà không thấy cô dậy, tưởng cô đã chết, anh khóc bên giường cô. Frollo lúc đó đi vào với con dao trên tay định giết anh, nhưng anh đã chống lại. Esmeralda tỉnh dậy, anh đưa cô chạy ra ngoài. Frollo đuổi theo. Trong lúc hai bên đánh nhau, Quasimodo biết được sự thật rằng mẹ anh bị giết trong khi cố cứu anh. Frollo định kéo ngã Quasimodo xuống, nhưng thay vào đó, hắn là người mất mạng trong ngọn lửa hừng hực cháy bên dưới nhà thờ. Quasimodo lúc đánh nhau đã lơ lửng bên ngoài ban công. Esmeralda giữ anh lại nhưng không thể, anh tuột khỏi tay cô và rơi xuống. May thay, Phoebus đứng bên dưới đã đỡ anh. Quasimodo chấp nhận tình cảm của Phoebus và Esmeralda. Hai người ra khỏi nhà thờ, mừng chiến thắng và Esmeralda đưa Quasimodo ra ngoài ánh sáng mặt trời. Và anh đã được người dân Paris chấp thuận, anh được tung hô, trở thành người hùng, hòa vào tất cả nhân dân Paris.

## Chế tác
Thằng gù ở nhà thờ Đức Bà là bộ phim thứ hai được đạo diễn bởi Gary Trousdale và Kirk Wise sau thành công rực rỡ của phim Người đẹp và quái vật vào năm 1991. Hai đạo diễn đã đọc cuốn tiểu thuyết của Victor Hugo và quyết định thực hiện một số thay đổi để phim phù hợp hơn với khán giả nhỏ tuổi. Những thay đổi này bao gồm việc đưa Quasimodo, Esmeralda và Phoebus thành những anh hùng trong bộ phim, biến Frollo từ Phó giáo chủ thành một ông chủ khắc nghiệt (và tạo ra một nhân vật Phó giáo chủ riêng), đưa ba tượng máng xối bằng đá vào làm bạn của Quasimodo và cho Esmeralda, Quasimodo sống ở phần cuối phim. Kết thúc của bộ phim có lẽ được lấy cảm hứng từ vở opera dựa trên cuốn tiểu thuyết của Hugo, Esmeralda được Phoebus cứu sống ở cuối vở kịch.
Những họa sĩ vẽ phim đã đến nhà thờ Đức Bà Paris (bối cảnh chính của phim) một vài tuần và đã vẽ hơn hàng trăm bản phác thảo để có được hình ảnh chân thực về nhà thờ trong phim.